# Gefährdungsbeurteilung

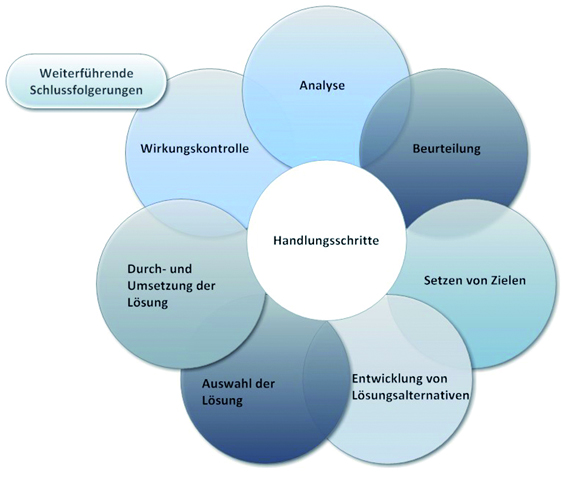
Das Ablaufdiagramm der Gefährdungsbeurteilung im Arbeitsschutz als Handlungskreislauf.

Die Gefährdungsbeurteilung beschreibt den Prozess der systematischen Ermittlung und Bewertung aller relevanten Gefährdungen, denen die Beschäftigten im Zuge ihrer beruflichen Tätigkeit ausgesetzt sind. Hinzu kommen die Ableitung und Umsetzung aller zum Schutz der Sicherheit und der Gesundheit erforderlichen Maßnahmen, die anschließend hinsichtlich ihrer Wirksamkeit überprüft werden müssen. Das Ziel besteht darin, Gefährdungen bei der Arbeit frühzeitig zu erkennen und diesen präventiv, das heißt noch bevor gesundheitliche Beeinträchtigungen oder Unfälle auftreten, entgegenzuwirken.
Die Gefährdungsbeurteilung zu Arbeitsstätten, Arbeitsplätzen, Arbeits- und Fertigungsverfahren, Arbeitsabläufen und Arbeitszeiten basiert unter anderem auf §§ 5, 6 Arbeitsschutzgesetz und der Arbeitsstättenverordnung infolge der Umsetzung europäischer Rahmenrichtlinien zum Arbeitsschutz (1989 und 1992), § 3 Betriebssicherheitsverordnung, § 6 Gefahrstoffverordnung, §§ 89, 90 Betriebsverfassungsgesetz. In Österreich haben Arbeitgeber bei der Übertragung von Aufgaben an Arbeitnehmer deren Eignung in Bezug auf Sicherheit und Gesundheit zu berücksichtigen (§ 6 ArbeitnehmerInnenschutzgesetz).

## Bedeutung für Arbeitsschutzvorschriften
Verschiedene weitere Vorschriften des Arbeits- und Gesundheitsschutzes bauen auf den genannten Gesetzen und Verordnungen auf und setzen eine Erstellung von Gefährdungsbeurteilungen voraus. Beispielsweise hat nach § 3 der Verordnung zur arbeitsmedizinischen Vorsorge (ArbMedVV) der Arbeitgeber „auf der Grundlage der Gefährdungsbeurteilung für eine angemessene arbeitsmedizinische Vorsorge zu sorgen“. Weiterhin ist der Arbeitgeber nach § 3 Abs. 1 Satz 3 der Arbeitsstättenverordnung (ArbStättV) verpflichtet, „die Sicherheits- und Gesundheitsbedingungen insbesondere hinsichtlich einer möglichen Gefährdung des Sehvermögens sowie körperlicher Probleme und psychischer Belastungen zu ermitteln und zu beurteilen“.
Zahlreiche Berufsgenossenschaftliche Informationen enthalten Anleitungen oder Vorlagen für Gefährdungsbeurteilungen. Für Betriebe sind, neben den Vorgaben der DGUV, vor allem die Regelungen der eigenen Berufsgenossenschaft wichtig. Aufbauend auf dem Standard ISO 45001 lässt sich die Gefährdungsbeurteilung in die Identifizierung von Gefährdungen und die anschließende Bewertung von Risiken und Chancen aufteilen.

## Gefährdung
Das Bundesarbeitsgericht stellte am 12. August 2008 fest: „§ 5 ArbSchG dient nicht in erster Linie dazu, unmittelbare Gesundheitsgefahren zu verhüten. Durch die Gefährdungsbeurteilung werden vielmehr im Vorfeld Gefährdungen ermittelt, denen gegebenenfalls durch entsprechende Maßnahmen zu begegnen ist“. Mit Gefährdungsbeurteilungen werden nicht Gefahren beurteilt, sondern Gefährdungen: „Der Begriff der Gefährdung bezeichnet im Unterschied zur Gefahr die Möglichkeit eines Schadens oder einer gesundheitlichen Beeinträchtigung ohne bestimmte Anforderungen an ihr Ausmaß oder ihre Eintrittswahrscheinlichkeit.“ Mit dieser Beurteilung „fängt der Schutz der Gesundheit als der körperlichen und geistig-psychischen Integrität des Arbeitnehmers an“.

## Gefahr
Gefährdungen im Sinne des Arbeitsschutzes treten früher ein als Gefahren. „Unter einer Gefahr ist im Bereich des Arbeitsschutzes eine Sachlage zu verstehen, die bei ungehindertem Ablauf des objektiv zu erwartenden Geschehens zu einem Schaden führt. Dem Schadenseintritt muss eine hinreichende Wahrscheinlichkeit zugrunde liegen. Welcher Grad der Wahrscheinlichkeit ausreicht, ist unter Beachtung des Verhältnismäßigkeitsgrundsatzes nach der Art der betroffenen Rechtsgüter zu bestimmen. Im Arbeitsschutz, bei dem es um Leben und Gesundheit der Arbeitnehmer geht, genügt ein geringeres Maß an Wahrscheinlichkeit als bei einer Gefahr für Sachgüter.“

## Spielraum des Arbeitgebers
In § 3 der Betriebssicherheitsverordnung, der Gefahrstoffverordnung und der Biostoffverordnung sind Gefährdungsbeurteilungen aufgegriffen und verankert worden. Im Rahmen der Liberalisierung des Arbeitsschutzes soll dem Arbeitgeber ein größerer Spielraum gewährt werden, um den Anforderungen des Arbeitsschutzes zu genügen („Betreiberverantwortung“). Dazu tragen die Rücknahme und Vereinheitlichung von Vorschriften, zum Beispiel vieler Einzel-Unfallverhütungsvorschriften der Unfallversicherungsträgern bei. An Stelle bis ins Detail gehender Regulierung wird nun vom Arbeitgeber eine Gefährdungsbeurteilung verlangt, in der er juristisch nachvollziehbar die Erfüllung seiner Sorgfaltspflichten bezogen auf Arbeitsmittel oder Gefahrstoffe nachweisen muss.
Der Gesetzgeber hat dabei darauf verzichtet, Grenzkriterien einzuführen, die ein Mindestmaß an Schutz festlegen, wie es früher die Unfallverhütungsvorschriften der Unfallversicherungsträger taten.
Der Arbeitgeber oder von ihm nach § 7 ArbSchG beauftragte und befähigte Personen müssen grundsätzlich vor Beginn der Arbeiten und in ausreichenden Abständen die Arbeitsbedingungen bewerten, Gefährdungen minimieren und Maßnahmen zur Verbesserung durchführen. Dabei soll er sich von Experten, insbesondere einer Fachkraft für Arbeitssicherheit, einem Brandschutzbeauftragten und einem Betriebsarzt unterstützen lassen.
Diese stehen oft vor dem Problem, bei der Bewertung der Risiken die Frage nach der Häufigkeit der Eingriffe/Tätigkeiten zu beantworten.
Allgemein anerkannt sind nachstehende Definitionen:
- Häufig = regelmäßiger Eingriff in einen Produktionsprozess, unabhängig von der Zahl, jedoch mehr als 1×/Monat (zum Beispiel Regelmäßige Wartungen, Probennahmen, Regelmäßige Störungsbeseitigungen). In der Technischen Regel für Betriebssicherheit 2152 ist der Begriff „häufig“ für den Explosionsschutz anders definiert (mehr als 50 % der Betriebsdauer).
- Gelegentlich = regelmäßiger Eingriff, maximal 1×/Monat (zum Beispiel zu erwartende Störungen)
- Selten = Eigentlich nie, jedoch maximal 2×/Jahr (zum Beispiel unerwartete Störungen)

## Anlässe für eine Gefährdungsbeurteilung
In den angeführten Vorschriften ist jeweils bestimmt, dass die Gefährdungsbeurteilung bereits vor Aufnahme der Tätigkeit dokumentiert sein muss. Dies entspricht dem Präventionsgedanken des Arbeitsschutzes, nämlich Gefährdungen für die Beschäftigten von vornherein auszuschließen oder bestmöglich zu minimieren, so dass von Anfang an ein sicheres Arbeiten möglich ist.
Die Gefährdungsbeurteilung muss in regelmäßigen Abständen überprüft und im Rahmen dessen gegebenenfalls aktualisiert werden. Umgehend muss die Gefährdungsbeurteilung insbesondere dann aktualisiert werden, wenn sich die betrieblichen Gegebenheiten hinsichtlich Sicherheit und Gesundheitsschutz verändert haben. Dies können beispielsweise neue Arbeitsstoffe, Arbeitsverfahren, Arbeitsmittel oder Arbeitsabläufe, Veränderungen in der Arbeitsstätte oder auch Unfälle, Hinweise auf bekannt gewordene Belastungen oder neue Vorschriften sein.
Die Zeitabstände, nach denen die Gefährdungsbeurteilung überprüft werden muss, sind nicht immer vorgeschrieben und werden in dem Fall vom Arbeitgeber festgelegt. Beispielsweise ist aber bei der Gefährdungsbeurteilung für Biologische Arbeitsstoffe nach § 4 BioStoffV alle zwei Jahre eine Überprüfung notwendig. Diese Überprüfung muss dokumentiert werden, auch wenn keine Aktualisierung erfolgt.
Besondere Anforderungen gibt es auch für die Gefährdungsbeurteilung nach dem MuSchG. Diese hat anlassunabhängig, das heißt, bevor eine schwangere oder stillende Frau die Tätigkeit überhaupt ausführt, zu erfolgen. Sofort nach Meldung einer Schwangerschaft muss dann die Gefährdungsbeurteilung überprüft werden und ermittelt werden, ob Schutzmaßnahmen erforderlich sind, ob eine Umgestaltung der Arbeitsbedingungen sicheres Arbeiten ermöglicht oder ob die werdende Mutter an diesem Arbeitsplatz nicht weiter tätig sein kann. Erst wenn die notwendigen Schutzmaßnahmen umgesetzt sind, darf der Arbeitgeber die schwangere oder stillende Frau ihre Tätigkeiten ausführen lassen.

## Mitbestimmung des Betriebsrates
Aus dem Spielraum, den das Arbeitsschutzrecht einräumt, ergibt sich ein volles Mitbestimmungsrecht der Betriebsräte beim Erarbeiten von Gefährdungsbeurteilungen (Bundesarbeitsgericht vom 8. Juni 2004, 1 ABR 13/03 und 04/03) sowie den daraus abzuleitenden Maßnahmen und Wirksamkeitskontrollen. Dieses Mitbestimmungsrecht bei der Gefährdungsbeurteilung setzt „nicht voraus, dass eine konkrete Gesundheitsgefahr bereits bestimmbar wäre“, so das BAG. Betriebsräte müssen auch dann beteiligt werden, „wenn keine konkrete Gesundheitsgefährdung feststellbar ist und die vom Arbeitgeber zu treffenden Maßnahmen lediglich mittelbar dem Gesundheitsschutz dienen.“

### Mitbestimmungspflicht
Der Betriebsrat hat bei der Gefährdungsbeurteilung nicht nur ein Recht auf Mitbestimmung, sondern eine Pflicht zur Mitbestimmung, auf die das Bundesarbeitsgericht in seinem Urteil vom 12. August 2008 gleich zweimal hinweist:
- „Hinzu kommt, dass der Betriebsrat bei der Ausfüllung des Beurteilungsspielraums durch den Arbeitgeber nach § 87 Abs. 1 Nr. 7 BetrVG mitzubestimmen hat. Dadurch soll im Interesse der betroffenen Arbeitnehmer eine möglichst effiziente Umsetzung des gesetzlichen Arbeitsschutzes im Betrieb erreicht werden.“
- „§ 5 Abs 1 ArbSchG räumt dem Arbeitgeber bei dieser Beurteilung einen Spielraum ein. Der Betriebsrat hat bei dessen Ausfüllung nach § 87 Abs 1 Nr 7 BetrVG mitzubestimmen. Der einzelne Arbeitnehmer kann deshalb nicht verlangen, dass die Gefährdungsbeurteilung nach bestimmten von ihm vorgegebenen Kriterien durchgeführt wird.“[2]

Betriebsräte können mit Arbeitgebern keinen Verzicht auf die Erstellung solcher Beurteilungen vereinbaren, denn die Pflicht zu ihrer Erstellung ist unabdingbar.

### Rechte der Arbeitnehmer
Gemäß EU-Richtlinie des Rates der Europäischen Gemeinschaft (89/391/EWG) hat der Arbeitnehmer folgende Rechte:
Artikel 11 Anhörung und Beteiligung der Arbeitnehmer
(1) Die Arbeitgeber hören die Arbeitnehmer beziehungsweise deren Vertreter an und ermöglichen deren Beteiligung an allen Fragen betreffend die Sicherheit und des Gesundheitsschutzes am Arbeitsplatz.
Dies beinhaltet:
- Die Anhörung der Arbeitnehmer;
- Das Recht der Arbeitnehmer beziehungsweise ihrer Vertreter, Vorschläge zu unterbreiten;
- Die ausgewogene Beteiligung nach den nationalen Rechtsvorschriften.
(2) ff.
(3) Die Arbeitnehmervertreter mit einer besonderen Funktion bei der Sicherheit und beim Gesundheitsschutz der Arbeitnehmer haben das Recht, den Arbeitgeber um geeignete Maßnahmen zu ersuchen und ihm diesbezüglich Vorschläge zu unterbreiten, um so jeder Gefahr für die Arbeitnehmer vorzubeugen und/oder die Gefahrenquelle auszuschalten.

## Katalog der Gefährdungen
Der Katalog der zu ermittelnden Gefährdungen aus § 5 ArbSchG ist weit gefasst. Demnach kann sich eine Gefährdung insbesondere durch:
- die Gestaltung und die Einrichtung der Arbeitsstätte und des Arbeitsplatzes,
- physikalische, chemische und biologische Einwirkungen,
- die Gestaltung, die Auswahl und den Einsatz von Arbeitsmitteln, insbesondere von Arbeitsstoffen, Maschinen, Geräten und Anlagen sowie den Umgang damit,
- die Gestaltung von Arbeits- und Fertigungsverfahren, Arbeitsabläufen und Arbeitszeit und deren Zusammenwirken,
- unzureichende Qualifikation und Unterweisung der Beschäftigten,
- psychische Belastungen

bei der Arbeit ergeben.
Beim Experimentalunterricht in Schulen muss gemäß RiSU Teil I, Abschnitt 3.2.2 für jedes Unterrichtsexperiment eine Gefährdungsbeurteilung in schriftlicher Form vorhanden sein. Zur Vereinfachung muss nicht jeder einzelne Unterricht neu beurteilt werden, sondern es genügt, auf vorhandene Beurteilungen von Standardexperimenten zurückzugreifen, die gegebenenfalls auch von Dritten erstellt worden sein können.
Durch die Beurteilung der mit der Arbeit verbundenen Gefährdungen soll überprüft werden, ob und wenn ja, welche Maßnahmen des Arbeitsschutzes erforderlich sind. Diese sind auf ihre Wirksamkeit zu überprüfen und gegebenenfalls auf die sich ändernden Gegebenheiten anzupassen (§ 3 ArbSchG). Generell sind einige allgemeine Grundsätze bei der Planung und Umsetzung von Veränderungsmaßnahmen zu berücksichtigen: Beispielsweise ist die Arbeit so zu gestalten, dass eine Gefährdung für das Leben sowie die physische und die psychische Gesundheit möglichst vermieden und die verbleibende Gefährdung möglichst gering gehalten wird (§ 4 ArbSchG).
Die Berücksichtigung psychischer Belastungen ist erst seit Ende Juni 2013 fester Bestandteil des Arbeitsschutzgesetzes und mithin der Gefährdungsbeurteilung geworden.
Eine Liste der Gefährdungen und Hilfen gibt es bei den Unfallversicherungsträgern, der Gewerbeaufsicht, den Gewerkschaften und den Betriebsräten. Verschiedene Hilfsmittel unterstützen die Unternehmen bei der Gefährdungsbeurteilung. Dazu gehören die Empfehlungen Gefährdungsermittlung der Unfallversicherungsträger (EGU), die vor allem beim Umgang mit Gefahrstoffen hilfreich sind. Darüber hinaus gibt es auch Software, die Gefährdungsbeurteilungen unterstützt. So bietet der GESTIS-Stoffenmanager als Online-Instrument Hilfe beim Einstieg in die Gefährdungsbeurteilung.
Insbesondere kleinere und mittlere Unternehmen erhalten mit dem GDA Gefahrstoff-Check Unterstützung beim Einstieg in die Gefährdungsbeurteilung. Mithilfe des Werkzeugs kann man Gefährdungen durch krebserzeugende Gefahrstoffe am Arbeitsplatz erkennen und Schutzmaßnahmen ergreifen. Der GDA Gefahrstoff-Check wurde von Bund, Ländern und Unfallversicherungsträgern im Rahmen der GDA-Arbeitsprogrammgruppe „Sicherer Umgang mit krebserzeugenden Gefahrstoffen“ erarbeitet. Er besteht aus neun Bausteinen (z. B. Informationsermittlung, Exposition, Expositionshöhe, Schutzmaßnahmen, Unterweisung/Betriebsanweisung) mit unterschiedlichen Themenschwerpunkten.
Ein wichtiges Hilfsmittel für Konstrukteure und Arbeitgeber beziehungsweise deren Sicherheitsfachkräfte bei der Gefährdungsermittlung für die Maschinensicherheit ist unter anderem die EN ISO 12100 Sicherheit von Maschinen – Allgemeine Gestaltungsleitsätze – Risikobeurteilung und Risikominderung. Die Norm ist in Deutschland als DIN-Norm DIN EN ISO 12100 gültig. Um die Produkthaftung der Hersteller zu minimieren, werden die Restrisiken und ihre Vermeidung in Sicherheitshinweisen, Warnhinweisen und auf Produktsicherheitslabeln genannt.
Zur Ermittlung der Gefährdung durch physische Arbeitsbelastung beim Heben, Halten, Tragen, Ziehen und Schieben von Lasten ist die Leitmerkmalmethode anwendbar.

### Besonderheit: Psychische Integrität des Arbeitnehmers – Gefährdungsbeurteilung psychischer Belastung
Nach einem Beschluss des Bundesarbeitsgerichts ist die „geistig-psychische Integrität des Arbeitnehmers“ ein Ziel der Gefährdungsbeurteilung. Der Arbeitgeber habe bei der konkreten Durchführung einen breiten Ermessensspielraum. Der Arbeitnehmer könne nicht ein bestimmtes Format, etwa eine besondere Berücksichtigung psychischer Belastungen einfordern.
Des Weiteren erfolgte 2013 eine Änderung des Arbeitsschutzgesetzes. Demnach können sich Gefährdungen auch durch die psychischen Belastungen bei der Arbeit ergeben und sind folglich im Rahmen der betrieblichen Gefährdungsbeurteilung zu ermitteln und zu beurteilen (Änderung § 5 ArbSchG).
Ein Grund für die mangelnde Umsetzung von Gefährdungsbeurteilungen, insbesondere hinsichtlich psychischer Belastung, ist unter anderem eine mangelnde behördliche Aufsicht. Dazu kommt die im Gegensatz zur Gefährdungsbeurteilung im technischen Arbeitsschutz methodisch anspruchsvollere Ermittlung und Beurteilung von Gefährdungen, sowie auch die Furcht vor einer möglichen Stigmatisierung betroffener Mitarbeiter und Verantwortlicher. Nicht nur deswegen wird in Verfahren zur Gefährdungsbeurteilung auf Kommunikations- und Unterstützungsprozesse für Mitarbeiter und Führungskräfte besonderer Wert gelegt.
Grundsätzlich ist festzuhalten, dass die Erfassung und Beurteilung psychischer Gefährdungsfaktoren nicht dazu dienen soll, die individuelle psychische Situation der Beschäftigten abzufragen. Vielmehr müssen betriebliche Faktoren wie Arbeitsorganisation, Über- oder Unterforderung, Qualifikation, Kommunikation, Führungsmethoden, Kundenverhalten und anderes mehr als mögliche Belastungsfaktoren erkannt, bewertet und menschengerecht gestaltet werden.
Häufig erfolgt die Erfassung möglicher Belastungsfaktoren mittels Fragebogen. Dabei besteht jedoch das methodische Problem, dass Fragebögen neben der subjektiven Wahrnehmung der Arbeitsbedingungen auch Unzufriedenheit mit dem Privatleben und Persönlichkeitsmerkmale der Befragten erfassen. Diese Informationen haben nichts mit der Gestaltungsqualität der Arbeit zu tun und können dadurch zu Verzerrungen in den Ergebnissen führen. Um dem entgegenzuwirken, empfiehlt es sich, auch sogenannte bedingungsbezogene Expertenbeobachtungsverfahren einzusetzen. Dabei handelt es sich um strukturierte Beobachtungsinterviews, die an typischen Arbeitsplätzen durch geschulte Fachkräfte durchgeführt werden.
Die Kombination objektiver und subjektiver Analysemethoden sowie das Einbeziehen der Analyse von Bewältigungsstrategien der Mitarbeiter tragen entscheidend zur Erkennung von Gesundheitsrisiken (zum Beispiel Depression, Muskel-Skelett-Beschwerden) am Arbeitsplatz bei.
Im Rahmen der Beurteilung psychischer Gefährdungen wird häufig der Begriff der psychischen Belastung gebraucht. Dessen inhaltliche Bedeutung ist in der DIN EN ISO 10075 definiert. Im ersten Teil werden die negativen psychischen Kurzzeitfolgen von Fehlbelastungen (psychische Ermüdung, Monotonie, psychische Sättigung und herabgesetzte Wachheit) beschrieben. Der zweite Teil beinhaltet konkrete Möglichkeiten, wie durch eine günstige Arbeitsgestaltung derartige negative kurzfristige Folgen vermieden werden können. Im dritten Abschnitt werden methodische Anforderungen an Messverfahren, insbesondere an deren Zuverlässigkeit (Reliabilität) und Gültigkeit (Validität), formuliert.
Die Erfassung der psychischen Belastung erfordert neben einer gründlichen Ausbildung der mit der Analyse beauftragten Personen auch eine sorgfältige Vor- und Nachbereitung des gesamten Prozesses.